# Djibouti (distrikt)

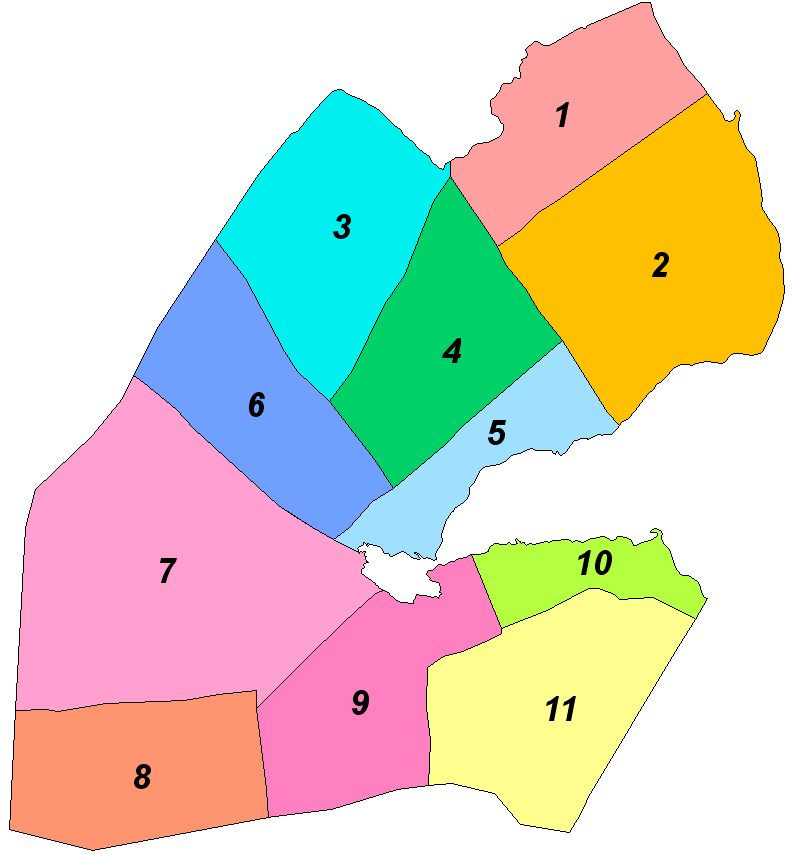
Djiboutis distrikt.
1==Djiboutis distrikt

Djibouti är ett av Djiboutis elva distrikt. I distriktet ligger landet huvudstad Djibouti. Distriktet ligger på Tadjouravikens södra sida.